# Studium w szkarłacie (film 1933)
Studium w szkarłacie, (ang.) A Study in Scarlet - to film obyczajowy w reżyserii Edwina L. Marin nakręcony w 1933 roku na podstawie powieści pod tym samym tytułem.
Sherlock Holmes w tym filmie mieszka odmiennie od pierwowzoru literackiego na ulicy Baker Street 221A, zamiast pod numerem 221B.

## Obsada
- Reginald Owen - Sherlock Holmes
- Anna May Wong - Mrs. Pyke
- June Clyde - Eileen Forrester
- Alan Dinehart - Thaddeus Merrydew
- Alan Mowbray - Inspektor Lestrade
- Warburton Gamble - Doktor Watson
- Wyndham Standing - Captain Pyke
- Halliwell Hobbes - Malcolm Dearing
- Doris Lloyd - Mrs. Murphy